# Petriellales
Die Petriellales sind eine Ordnung mesozoischer Samenfarne, die auf die Südhalbkugel beschränkt waren. Sie besteht aus zwei Familien.

## Petriellaea
Namensgebend für die Ordnung ist die Gattung Petriellaea, einziger Vertreter der Familie Petriellaceae. Dies sind bilaterale, längliche Cupulae, die gruppenweise an dichotom verzweigten Achsen stehen. Sie sind rund drei Millimeter breit und verschmälert sich an der Basis zu einem kurzen Stiel. Jede Cupula enthält zwei bis sechs kleine, dreieckige Samenanlagen. Sie sitzen an der adaxialen Oberfläche der Cupula. Sie sind orthotrop, das Integument der Samen ist nur an den Kanten verdickt. Bei Petriellaea triangulata sind der Nucellus und das Integument verwachsen und verlängern sich am distalen Ende zu einer kurzen Mikropylenröhre. Morphologisch ähneln die Cupulae denen von Caytonia, diese sind aber nicht strukturell erhalten. Bei Petriellaea dürfte die Cupula entstanden sein, indem sich das Megasporophyll proximal-distal gefaltet hat. Die vegetativen Teile der Pflanzen, die diese Cupulae hervorgebracht haben, sind unbekannt. Die Funde stammen aus der Trias von Antarktika.

## Kannaskoppiaceae
Die Familie Kannaskoppiaceae besteht aus verschiedenen Organgattungen, die in Oberen Trias von Südafrika gefunden wurden: 
- Kannaskoppifolia sind keil- bis fächerförmige Blätter ohne Stiel. Die Blattspreite ist ganzrandig oder tief in Segmente zerteilt. Die Aderung ist anastomosierend. Ähnliche Blätter wurden unter dem Namen Rochipteris aus der Oberen Trias von Argentinien und Chile beschrieben. Die Blätter von Kannaskoppifolia wurden sowohl einzeln als auch an Achsen angeheftet gefunden.
- Kannaskoppianthus sind die Pollenorgane. Sie sind 8 bis 45 mm lang und bestehen aus einer gegabelten Achse, die zwei Reihen von Mikrosporophyllen trägt. Jedes Mikrosporophyll trägt fünf nach hinten gekrümmte, längliche Pollensäcke, die in einer distalen Höhlung stehen, die von einem Operculum geschützt ist.
- Kannaskoppia sind die Samenanlagen-tragenden Strukturen. Sie sind bis zu zwei Zentimeter lange Zapfen, die zu zweit oder zu dritt in den Achseln von Blättern stehen. Sie haben eine kurze proximale Achse, die sich in zwei sekundäre Achsen gabelt. An jeder von ihnen stehen zwei Reihen von Megasporophyllen. Jedes Megasporophyll trägt eine einzelne cupulaförmige Samenanlage.

## Belege
- Thomas N. Taylor, Edith L. Taylor, Michael Krings: Paleobotany. The Biology and Evolution of Fossil Plants. Second Edition, Academic Press 2009, ISBN 978-0-12-373972-8, S. 637–639.